# 136825 Slawitschek
136825 Slawitschek este o planetă minoră (asteroid) din centura de asteroizi. A fost descoperită pe 26 septembrie 1997 la Observatorul Kleť de Jana Tichá⁠(d). 
Obiectul prezintă o orbită caracterizată de o semiaxă mare de 2,5964501143674 UAi, o excentricitate de 0,25849908972889, o înclinație de 4,7890369433216 ° în raport cu ecliptica.